# Transportes Futuro
Transportes Futuro  é uma empresa brasileira de transporte coletivo urbano da cidade do Rio de Janeiro. É uma concessionária municipal filiada ao Rio Ônibus.
Com a fundação da Transportes Barra em junho de 1991, a Viação Redentor começou um processo de cisão, da qual resultou além desta também a Litoral Rio Transportes. A Futuro foi a última a ser criada, em 1997 mais precisamente dia 1° de dezembro e atualmente divide as instalações junto com a Viação Redentor.
Após a padronização imposta pelo poder público municipal em 2010, deixou suas cores originais e adotou as cores do Consórcio Transcarioca.